# 口蹄疫
口蹄疫（foot-and-mouth disease，FMD；hoof-and-mouth disease，HMD）是由口蹄疫病毒（FMDV）引起的急性热性高度接触性非致命传染病，主要侵害偶蹄动物，偶见于人和其他动物，以口腔黏膜、蹄部及乳房皮肤发生水疱和溃烂为特征。
口蹄疫病毒主要感染對象是牛和猪，通常不會對人類構成威脅。由于历史因素，在中華人民共和国也称为“五号病”或“W病”。它也可以感染鹿、山羊、绵羊和其它偶蹄动物，或是象、鼠和刺猬。至於马和人類的感染病例則非常少見。1897年，弗里德里希·勒夫勒首先揭示口蹄疫起因为病毒。他将感染动物的血液穿过良好的瓷玻璃过滤器，发现收集到的液体还能够在健康动物中致病。

## 病原学

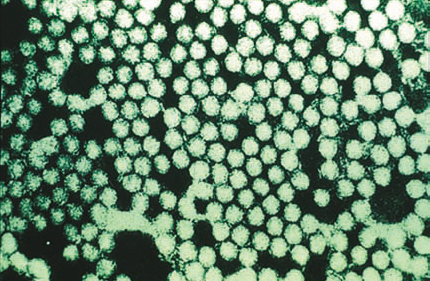
電子顯微鏡拍攝的口蹄疫病毒

口蹄疫是由微小核糖核酸病毒科的一种口蹄疫病毒属的病毒引起的。口蹄疫病毒有7种抗原性截然不同的血清型。

## 症状

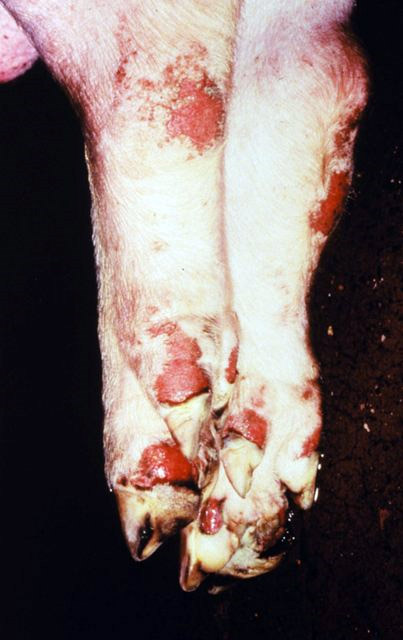
豬的腳水泡破裂

对于畜类，口蹄疫的症状主要是二至三天后快速下降的高烧；口中的水疱导致粘性或泡沫状唾液的过度分泌并流淌出口外；足部的水泡有可能破裂并导致残废。成年动物感染後可能会伴有数月无法恢复的体重减轻，以及成年雄性动物的睾丸肿胀，对于母牛，牛奶产量会明显减少。虽然大部分动物得病後可自行恢复，但该疾病严重时亦可能导致心肌炎（心脏肌肉感染）或死亡，对于新生动物特别如此。一些受感染动物可能没有症状，它们不会出现发烧或是任何得病症状；但这些动物也是口蹄疫载体，它们同样会传染该疾病。
口蹄疫的感染一般為地域性，病毒通过直接接触受感染的动物传播给易感染动物，或者通过被污染的畜舍或运输牲畜的货车。动物管理人（如农场工人）的外衣或皮肤、动物接触过的水，和未煮过的食物碎屑以及包含感染动物产品的饲料添加剂都可能是病毒的携带源。另外，母牛可以通过公牛精液传染上口蹄疫。对其的控制可以是隔离或销毁受感染的牲畜，以及禁止向未有感染疫情的国家出口动物肉类以及相关动物产品。
人类可能通过接触受感染动物而罹患口蹄疫，但这种情况很罕见。因为口蹄疫病毒对胃酸敏感，所以人类通常不会通过食用肉类感染口蹄疫病毒。在英国，最後一次确认人类罹患口蹄疫是在1967年。在欧洲大陆、非洲以及南美也只有很少感染案例。口蹄疫感染人类的症状包括不舒服、发烧、呕吐、口腔组织发生红色溃疡腐烂（表面腐蚀性水疱），偶有皮肤小水疱，如無續發性細菌感染，通常在一～二週內痊癒。人類感染後不會再傳染給其他人類，目前亦無人類預防用的疫苗。对于人类，值得注意的是，该症状与另外一种病毒疾病的症状类似，其通常称为“手足口病”，與口蹄疫相比，此病較频繁地发生在人类身上，特别是幼儿；其是由小核糖核酸病毒科的另一种病毒引起，它是一种称为柯萨奇A病毒的肠道病毒。因为口蹄疫很少传染人类但在动物间会以非常快的速度传染，所以它对农畜业的危害比对人类健康的危害要大的多。口蹄疫在偶蹄類的感染流行甚為嚴重，死亡率高，常造成畜牧業重大的損失。 位于世界各地的农民当口蹄疫疫情流行时可能一年的损失高达10亿美元，其更将导致大量畜类被销毁以及来自牛奶与肉类产品收入的巨幅减少。但病毒侵犯人類的機率很低，不易在人體內繁殖造成傷害，所以不是一種人畜共通的疾病。

## 疫情
口蹄疫曾在全球许多地区（包括欧洲、非洲、亚洲和南美洲）发生。虽然迄2005年5月，包括臺灣、加拿大、美国、和澳大利亚在内的一些国家和地区已经有一段时间没有病例被报道，但该病的大范围蔓延及迅速的传播还是引起了国际社会的广泛关注。

### 1996年中國大陸、香港、越南、菲律賓
1996年中國大陸、香港、越南、菲律賓均傳口蹄疫。

### 1997年臺灣
1997年3月14日臺灣畜衛所接到一件竹北的豬隻檢體，以為是臺灣常見的豬水疱病。17日下午新竹縣家畜疾病防治所送來四隻初生哺乳仔豬死亡檢體，解剖後發現虎斑心病變（心肌急性帶狀壞死，肉眼病變呈黃白色桿狀樣壞死斑）。19日臺灣政府農林廳和農委會開會停止核發偶蹄類動物及其冷凍、冷藏產品的輸出許可及簽證。20日上午11點農委會宣布臺灣爆發豬隻口蹄疫，下午豬價從每百公斤4000元腰斬到2000元。當時生產成本每百公斤4000元，市價最低跌到8、900元。一年內減少近五千戶豬農，許多飼料廠、肉品加工廠倒閉，500億外銷日本市場消失，整體經濟損失1700億。農政單位未第一時間撲殺，擔心不打疫苗將重創產業，決定全面打疫苗，也使臺灣難以成為非疫區。
臺灣口蹄疫病毒株和中國大陸一樣，只感染豬隻而不感染牛羊，被命名為O/Taiwan/97。比對病毒核酸序列發現高度同源，證實為中國大陸走私活體豬或邊境措施管制不嚴帶來病毒。感染口蹄疫後，豬約一週產生抗體。1997年3月19日第一批驗出口蹄疫的四例，竹北豬場已驗出抗體陽性，因此可能在12日就傳入。
1999年金門牛隻也發現口蹄疫，命名為O/Taiwan/99，與O/Taiwan/97都是O型病毒。
施打疫苗兩年內沒案例，可向世界動物衛生組織（OIE）申請為「打疫苗非疫區」。2003年5月，臺灣兩年沒口蹄疫案例，OIE認定為打疫苗非疫區。農委會規劃2006年先停打澎湖豬隻疫苗，隔年臺灣、金門、馬祖加入，2009年8月1日全面拔針（不打疫苗）。2009年90%豬隻已拔針，2月起雲林、嘉義、彰化卻又傳出疫情，7月31日止累計7起案例，農委會宣布8月1日起恢復施打疫苗。臺大獸醫院榮譽教授賴秀穗認為傳出零星疫情很正常，打疫苗錯失清除病毒的機會，應堅持撲殺。英國、日本面對口蹄疫採大量撲殺，不打疫苗。臺灣為農民生計打疫苗卻未根治。
2013年5月出現O型口蹄疫後未再發現案例，農委會2015年10月向OIE申請臺灣、澎湖、馬祖為打疫苗非疫區。2015年10月金門牛隻爆發口蹄疫，OIE認定金門牛肉會輸入臺灣，退回審查。後農委會補件再審，2017年5月20日OIE巴黎年會認定台灣、澎湖、馬祖為「打疫苗非疫區」。
2018年6月19日農委會宣布口蹄疫不再施打疫苗，若一年沒傳出新案例，可於2019年可重新取得到不打疫苗非疫區資格。
台灣在1997年傳出豬隻口蹄疫疫情，如果在2020年5月前沒有發現豬隻被感染的案例的話，世界動物衛生組織將會把台灣從疫區除名，也代表豬肉可以銷往他國。
2020年6月16日，世界動物衛生組織正式把台灣從疫區除名。農委會主委陳吉仲預估下半年台灣鮮豬肉可恢復出口。

### 2001年英國
2001年英國口蹄疫爆發导致了该国境内大量的牲畜被撲殺。在此期间，诸如英國西南部青少年挑戰計劃等一系列的体育赛事和休闲运动也纷纷被取消。

### 2007年英國
2007年8月3日，英国南部萨里郡农场再次出现口蹄疫疫情。

### 2010年日本

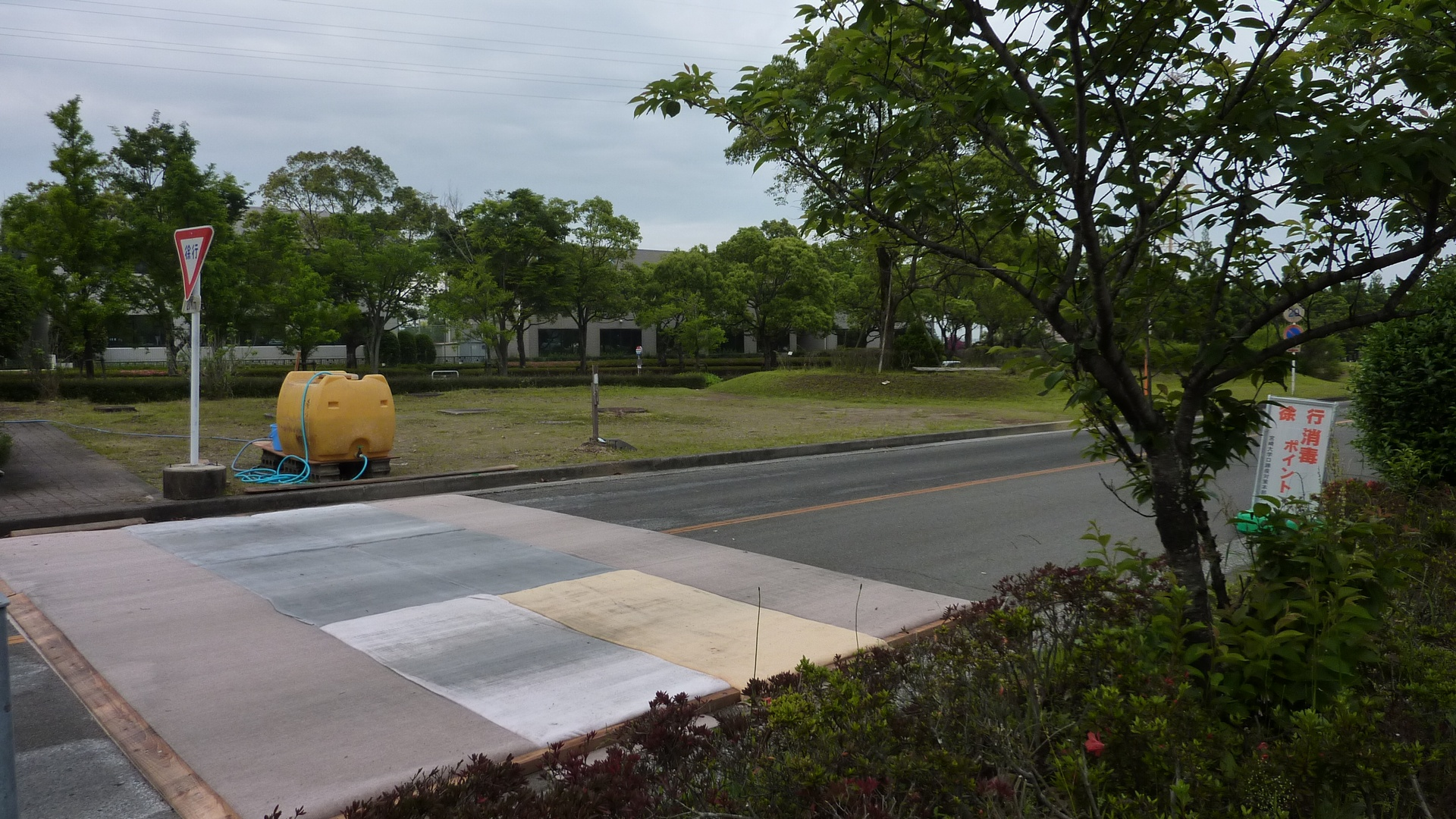
宮崎大學在校內道路設的消毒點，供進出車輛消毒

2010年3月，日本宮崎縣兒湯郡都農町的農家發現水牛出現症狀，經檢驗證實感染口蹄疫。撲殺29萬7808頭動物後，於7月4日確認疫情已平息。疫情發生期間造成畜產業約1400億日元的損失及相關行業的950億日元損失。
當年的全國高等學校棒球錦標賽（夏季甲子園）宮崎縣預賽時，為避免疫情擴大，主辦單位決定僅允許出賽球員的監護人及相關工作人員可以入場，不開放一般人入場觀賽，成為少見的無觀眾比賽。直到準決賽及決賽時，因疫情已獲控制，恢復一般觀眾入場觀賽。

### 2022年印尼
2022年，在印尼熱門渡假勝地峇里島發現病毒後，進而在印尼地區爆發疫情。

### 出处
1. ↑  Poonsuk K, Giménez-Lirola L, Zimmerman JJ. A review of foot-and-mouth disease virus (FMDV) testing in livestock with an emphasis on the use of alternative diagnostic specimens. Anim Health Res Rev. 2018 Dec;19(2):100-112. doi: 10.1017/S1466252318000063. Epub 2018 Oct 22. PMID 30345947.
2. ↑  Bauer K. Foot- and-mouth disease as zoonosis. Arch Virol Suppl. 1997;13:95-7. doi: 10.1007/978-3-7091-6534-8_9. PMID 9413529.
3. ↑  关于开展2009年度全省种猪性能集中测定的通知[永久]
4. ↑  破除口蹄疫禁区有里程碑意义（广东）[永久]
5. ↑  鄭益謙. . 台灣動物科技研究所、台灣畜產種原資訊網. 行政院農業委員會畜產試驗所.   [2015-01-18]. （原始内容存档于2009-06-28） （中文）.（繁體中文）
6. ↑  黃國青. . 行政院農業委員會動植物防疫檢疫局.   [2015-01-18]. （原始内容存档于2015-01-18） （中文）.（繁體中文）
7. ↑  鄭益謙. . 台灣動物科技研究所、台灣畜產種原資訊網. 行政院農業委員會畜產試驗所.   [2015-01-18]. （原始内容存档于2015-01-18） （中文）.（繁體中文）
8. ↑  .   [2018-01-05]. （原始内容存档于2018-01-06）.
9. 1 2 3 4  .   [2018-01-05]. （原始内容存档于2017-05-30）.
10. ↑  .   [2018-01-06]. （原始内容存档于2018-01-06）.
11. ↑  .   [2018-01-05]. （原始内容存档于2018-01-06）.
12. ↑  .   [2020-01-25]. （原始内容存档于2020-04-09）.
13. ↑  林昱均. . 工商時報. 2019-07-15  [2019-07-15]. （原始内容存档于2019-07-16） （中文（繁體））.
14. ↑  簡惠茹. . 自由電子報 (自由時報). 2020-06-16  [2020-06-16]. （原始内容存档于2021-02-07） （中文（臺灣））.
15. ↑  楊淑閔. . 重點新聞 (中央社). 2020-06-16  [2020-06-16]. （原始内容存档于2020-06-16） （中文（臺灣））.
16. ↑  林敬殷. . 聯合新聞網 (聯合報). 2020-06-16  [2020-06-16]. （原始内容存档于2022-01-09） （中文（臺灣））.
17. ↑  林序家. . 生活 (新頭殼 newtalk). 2020-06-16  [2020-06-16]. （原始内容存档于2021-07-16） （中文（臺灣））.
18. ↑  「感染防止へ異例の無観客試合 甲子園県予選 （页面存档备份，存于）」『宮崎日日新聞』2010年7月7日。
19. ↑  『宮崎日日新聞』2010年7月28日。

### 书籍
- Levy, Jay A., Heinz Fraenkel-Conrat, and Robert A. Owens. "Picornaviridae." Chap. 2, section 2.2 in Virology. Englewood Cliffs, NJ: Prentice Hall, 1994.

- A Manufactured Plague: The History Of Foot-and-mouth Disease In Britain (2004, ISBN 1-84407-080-8) by Abigail Wood, a veterinary researcher at the University of Manchester.

- The Lab-On-Site Project has more information in Foot and Mouth Disease Virus.

## 外部連結
- 微生物免疫學-Picornaviridae(小RNA病毒科)